# Längental (dal i Österrike)
Längental är en dal i Österrike.   Den ligger i förbundslandet Tyrolen, i den västra delen av landet, 400 km väster om huvudstaden Wien.
Trakten runt Längental består i huvudsak av gräsmarker. Runt Längental är det ganska tätbefolkat, med 65 invånare per kvadratkilometer.